# Гірке озеро
Гірке́ о́зеро (рос.горькое озеро, англ. bitter lake, нім. Bittersee m) — озеро, яке відрізняється від солоного озера високим вмістом розчинених у воді сульфатів та карбонатів.